# 다이찐
다이찐(베트남어: Đại Chính / 大正 대정 / 1530년 ~ 1540년)은 베트남 막 왕조(莫朝) 제2대 군주 태종(太宗) 막당조아인(莫登嬴)의 연호이다.

## 개원
- 민득(明德) 4년 1월 1일[1](율리우스력 1530년 1월 29일)에 연호를 다이찐(大正)으로 개원함.[2][3][4]

- 다이찐(大正) 11년(1540년) 2월에 연호를 꽝호아(廣和)로 정하고, 다음 해 1월 1일[5](율리우스력 1541년 1월 27일)에 개원함.[6][3][4]

## 연대 대조표
| 다이찐 | 서기 (西紀) | 간지 (干支) | 후 레 왕조 연호       | 명나라 연호     |
| 원년   | 1530년      | 경인 (庚寅) | …                     | 가정(嘉靖) 9년  |
| 2년    | 1531년      | 신묘 (辛卯) | …                     | 가정 10년       |
| 3년    | 1532년      | 임진 (壬辰) | …                     | 가정 11년       |
| 4년    | 1533년      | 계사 (癸巳) | 응우옌호아(元和) 원년 | 가정 12년       |
| 5년    | 1534년      | 갑오 (甲午) | 응우옌호아 2년        | 가정 13년       |
| 6년    | 1535년      | 을미 (乙未) | 응우옌호아 3년        | 가정 14년       |
| 7년    | 1536년      | 병신 (丙申) | 응우옌호아 4년        | 가정 15년       |
| 8년    | 1537년      | 정유 (丁酉) | 응우옌호아 5년        | 가정 16년       |
| 9년    | 1538년      | 무술 (戊戌) | 응우옌호아 6년        | 가정 17년       |
| 10년   | 1539년      | 기해 (己亥) | 응우옌호아 7년        | 가정 18년       |
| 다이찐 | 서기 (西紀) | 간지 (干支) | 후 레 왕조 연호       | 명나라 연호     |
| 11년   | 1540년      | 경자 (庚子) | 응우옌호아(元和) 8년  | 가정(嘉靖) 19년 |

## 동시대 연호

### 베트남
후 레 왕조(後黎朝)
- 응우옌호아(元和) (1533년 ~ 1548년)

기타
- 레히엔(黎憲) 꽝찌에우(光照) (1533년 ~ 1536년)

### 중국
명(明)
- 가정(嘉靖) (1522년 ~ 1566년)

### 일본
- 교로쿠(享祿) (1528년 ~ 1532년)
- 덴분(天文) (1532년 ~ 1555년)

## 같이 보기
- 다른 왕조의 같은 연호
  - 일본(日本) 다이쇼(大正, 1912년 ~ 1926년)

- 베트남의 연호